# ایزابل
ایزابل (به عبری: אִיזֶבֶל) مطابق روایت کتب پادشاهان در تنخ ملکه‌ای فنیقیایی بود؛ روایت او را دختر اثبعل پادشاه صیدون و همسر اهب پادشاه اسرائیل شمالی معرفی کرده‌است. او همچنین عمه دیدو (ملکه کارتاژ) بود. ایزابل نقش تعیین‌کننده‌ای در ظهور توحید در میان بنی‌اسرائیل ایفا کرد؛ تلاش او و همسرش برای رواج پرستش بعل و اشیره در اسرائیل و مبارزه او با انبیای یهوه، باعث شد پرستش همزمان بعل و یهوه نزد یهوه‌پرستان ناممکن پنداشته شود. هر چند عبادت بعل تا مدتی بعد از مرگ ایزابل ادامه پیدا کرد اما نهایتا بنی‌اسرائیل یهوه را تنها خدای جهان اعلام کردند.
فعالیت‌های او در کاهش محبوبیت و نابودی سلسله عمریان تأثیرگذار بود. نهایتاً یهو پادشاه اسرائیل دستور داد او را به عنوان مجازات از پنجره بیرون پرتاب کنند و اسبِ یهو جسد او را لگدمال کرد.